# منزل معظم المالك ميربنج
منزل معظم المالك میربنج (بالفارسية: خانه معظم المالک میر پنج) هو منزل تاريخي يعود إلى عصر القاجاريون، ويقع في مقاطعة تشادغان.